# Yutaka Takahashi
Yutaka Takahashi (高橋 泰?, Takahashi Yutaka; Tokyo, 29 settembre 1980) è un allenatore di calcio ed ex calciatore giapponese, di ruolo attaccante.